# Movimiento al Socialismo (Argentinien)
Die Movimiento al Socialismo (MAS; más bedeutet auf Spanisch „mehr“) in Argentinien ist eine Gruppierung mit trotzkistischen Wurzeln. Sie wurde 1982 von Nahuel Moreno als Nachfolger der Partido Socialista de los Trabajadores (PST) gegründet und von Moreno bis zu seinem Tod 1987 geführt.
1989 erreichte die MAS bei den Präsidentschaftswahlen mehr als 400.000 Wählerstimmen und bei den Parlamentswahlen im gleichen Jahr über das Wahlbündnis Izquierda Unida (IU) ein Mandat in der Abgeordnetenkammer; trotzdem erlebte die Gruppierung nach dem Tod Morenos 1987 interne Flügelkämpfe, in deren Verlauf sich mehrere politische Organisationen abspalteten. Momentan ist die MAS politisch quasi unbedeutend.